# Coupe du monde de tir à l'arc de 2006
Navigation
Édition suivante
La coupe du monde de tir à l'arc de 2006 est la première édition annuelle de la coupe du monde organisée par la World Archery Federation (WA). Elle regroupe des compétitions individuelles et par équipes dans les catégories d'arc classique et arc à poulies.
Quatre compétitions de qualification ont eu lieu entre mai et septembre pour chacune des catégories et les meilleurs archers sont qualifiés pour les finales fin octobre au Mexique près des pyramides de Mayapan. Toutes les épreuves se déroulent en extérieur avec des cibles se situant à 70 m pour l'arc classique et 50 m pour l'arc à poulies. Le format des épreuves reste identique au tir à l'arc aux Jeux olympiques pour l'arc classique.

## Calendrier
| Étape  | Date                       | Lieu               |
| ------ | -------------------------- | ------------------ |
| 1re    | du 9 au 13 mai 2006        | Poreč (CRO)        |
| 2e     | du 7 au 10 juin 2006       | Antalya (TUR)      |
| 3e     | du 20 au 25 juin 2006      | San Salvador (ESA) |
| 4e     | du 27 au 30 septembre 2006 | Shanghai (CHN)     |
| Finale | 22 octobre 2006            | Yucatan (MEX)      |

## Résultats des étapes qualificatives
Voici le classement des archers pour les différentes étapes de qualifications dans toutes les épreuves,,,.

### Classique masculin
| Lieu         | Or                     | Argent                 | Bronze                 |
| ------------ | ---------------------- | ---------------------- | ---------------------- |
| Poreč        | Jayanta Talukdar (IND) | Magnus Petersson (SWE) | Markiyan Ivashko (UKR) |
| Antalya      | Park Kyung-mo (KOR)    | Hiroshi Yamamoto (JPN) | Yavor Hristov (BUL)    |
| San Salvador | Ilario Di Buò (ITA)    | Wietse van Alten (NED) | Pieter Custers (NED)   |
| Shanghai     | Jang Yong-ho (KOR)     | Park Kyung-mo (KOR)    | Yong Fujun (CHN)       |

### Classique féminin
| Lieu         | Or                           | Argent                  | Bronze                    |
| ------------ | ---------------------------- | ----------------------- | ------------------------- |
| Poreč        | Margarita Galinovskaya (RUS) | Maura Frigeri (ITA)     | Pia Carmen Lionetti (ITA) |
| Antalya      | Qian Jialing (CHN)           | Kim Yu Mi (KOR)         | Lee Tuk Young (KOR)       |
| San Salvador | Qian Jialing (CHN)           | Alison Williamson (GBR) | Zhang Juanjuan (CHN)      |
| Shanghai     | Yun Ok-hee (KOR)             | Yun Mi-jin (KOR)        | Lee Tuk young (KOR)       |

### Poulies masculin
| Lieu         | Or                        | Argent              | Bronze                |
| ------------ | ------------------------- | ------------------- | --------------------- |
| Poreč        | Reo Wilde (USA)           | Emiel Custers (NED) | Dominique Genet (FRA) |
| Antalya      | Roberval Dos Santos (BRA) | Peter Elzinga (NED) | Patrizio Hofer (SUI)  |
| San Salvador | Logan Wilde (USA)         | Reo Wilde (USA)     | Jorge Jimenez (ESA)   |
| Shanghai     | Dave Cousins (USA)        | Jorge Jimenez (ESA) | Vitor Sidi Neto (BRA) |

### Poulies féminin
| Lieu         | Or                     | Argent                | Bronze                |
| ------------ | ---------------------- | --------------------- | --------------------- |
| Poreč        | Anna Kazantseva (RUS)  | Jamie Van Natta (USA) | Jahna Davis (USA)     |
| Antalya      | Sofia Goncharova (RUS) | Anna Kazantseva (RUS) | Nichola Simpson (GBR) |
| San Salvador | Sofia Goncharova (RUS) | Jamie Van Natta (USA) | Almendra Ochoa (MEX)  |
| Shanghai     | Sofia Goncharova (RUS) | Linda Ochoa (MEX)     | Anna Kazantseva (RUS) |

### Classique masculin par équipes
| Lieu         | Or                                                     | Argent                                                                         | Bronze                                                            |
| ------------ | ------------------------------------------------------ | ------------------------------------------------------------------------------ | ----------------------------------------------------------------- |
| Poreč        | Italie Ilario Di Buò Michele Frangilli Marco Galiazzo  | Chine Wu Fengbo Xue Haifeng Jiang Lin                                          | Russie Baljinima Tsyrempilov Aleksei Nikolaev (ru) Andrei Abramov |
| Antalya      | Japon Hiroshi Yamamoto Ryuichi Moriya Satoshi Kanemura | Royaume-Uni Alan Wills Simon Terry Larry Godfrey                               | Corée du Sud Im Dong-hyun Park Kyung-mo Lee Chang-hwan            |
| San Salvador | Italie Ilario Di Buò Michele Frangilli Marco Galiazzo  | Mexique Juan René Serrano Eduardo Magana David Marin Coello Luis Eduardo Velez | Royaume-Uni Alan Wills Simon Terry Larry Godfrey Michael Peart    |
| Shanghai     | Corée du Sud Im Dong-hyun Park Kyung-mo Lee Chang-hwan | Turquie Vedat Erbay Goktug Ergin Tunc Kucukkayalar                             | Italie Ilario Di Buò Michele Frangilli Marco Galiazzo             |

### Classique féminin par équipes
| Lieu         | Or                                                            | Argent                                                              | Bronze                                                      |
| ------------ | ------------------------------------------------------------- | ------------------------------------------------------------------- | ----------------------------------------------------------- |
| Poreč        | Royaume-Uni Alison Williamson Naomi Folkard Charlotte Burgess | Russie Margarita Galinovskaya Elena Gratcheva Ekaterina Kharkhanova | Chine Yu Hui Guo Dan Qian Jialing                           |
| Antalya      | Corée du Sud Lee Sung-jin Lee Tuk-young Kim Yu-mi             | Chine Qian Jialing Zhang Juanjuan Guo Dan                           | Ukraine Kateryna Palekha Tatyana Berezhna Yulya Lobzhenidze |
| San Salvador | Turquie Natalia Nasaridze Derya Bard Zekiye Keskin Satir      | Italie Elena Perosini Elena Tonetta Maura Frigeri                   | Chine Qian Jialing Zhang Juanjuan Guo Dan Yu Hui            |
| Shanghai     | Corée du Sud Yun Ok-hee Lee Tuk-young Yun Mi-jin              | Chine Zhang Nina Zhang Juanjuan Yu Hui                              | Turquie Cigdem Oktem Derya Bard Zekiye Keskin Satir         |

### Poulies masculin par équipes
| Lieu         | Or                                                    | Argent                                                         | Bronze                                                      |
| ------------ | ----------------------------------------------------- | -------------------------------------------------------------- | ----------------------------------------------------------- |
| Poreč        | États-Unis Dave Cousins Logan Wilde Reo Wilde         | Royaume-Uni Liam Grimwood Neil Wakelin Chris White             | Pays-Bas Fred van Zutphen Peter Elzinga Emiel Custers       |
| Antalya      | Danemark Martin Dambso Patrick Laursen Niels Baldur   | Pays-Bas Fred van Zutphen Peter Elzinga Emiel Custers          | France Sébastien Brasseur Dominique Genet Stéphane Dardenne |
| San Salvador | Pays-Bas Fred van Zutphen Peter Elzinga Emiel Custers | Brésil Vitor Sidi Neto Claudio C. Contrucci Roberval Do Santos | États-Unis Dave Cousins Logan Wilde Reo Wilde Dee Wilde     |
| Shanghai     | États-Unis Dave Cousins Logan Wilde Reo Wilde         | Mexique Ruben Ochoa Armando de la Garza Ernesto Melchor Ochoa  | Chine Sheng Yan Cai Shuo Tang Zhu                           |

### Poulies féminin par équipes
| Lieu         | Or                                                                 | Argent                                                 | Bronze                                                             |
| ------------ | ------------------------------------------------------------------ | ------------------------------------------------------ | ------------------------------------------------------------------ |
| Poreč        | France Valérie Fabre Cécile Jousselin Joanna Chessé                | Inde Jhanu Hansdah Sakro Besra Manjuda Soy             | États-Unis Jahna Davis Jamie Van Natta Erika Labrie                |
| Antalya      | Russie Sofia Goncharova Anna Kazantseva Oktyabrina Bolotova        | Croatie Ivana Buden Lana Koller Tanja Zorman           | Mexique Linda Ochoa Almendra Ochoa Arminda Bastos                  |
| San Salvador | Mexique Linda Ochoa Almendra Ochoa Arminda Bastos Esmeralda Mendez | Royaume-Uni Nichola Simpson Emma Parker Lucy Osullivan | États-Unis Jahna Davis Jamie Van Natta Erika Labrie Christie Colin |
| Shanghai     | Russie Sofia Goncharova Anna Kazantseva Oktyabrina Bolotova        | États-Unis Jahna Davis Jamie Van Natta Christie Colin  | Philippines Amaya Paz Jennifer Chan Joann Tabanag                  |

## La finale
En finale, seules les épreuves individuelles sont disputées.

### Qualification des archers
À la fin des étapes de qualifications, les 4 meilleurs archers les mieux classés des quatre étapes dans chaque catégorie seront sélectionnés pour participer à la finale. Cependant, il existe une limite de deux archers du même pays dans chaque catégorie.
| Rang | Nom               | Points |
| ---- | ----------------- | ------ |
| 1    | Ilario Di Buò     | 53     |
| 2    | Park Kyung-mo     | 46     |
| 3    | Jayanta Talukdar  | 38     |
| 4    | Magnus Petersson  | 37     |
| 5    | Marco Galiazzo    | 36     |
| 6    | Michele Frangilli | 34     |
| 7    | Yong Fujun        | 29     |
| 8    | Markiyan Ivashko  | 26     |
| 8    | Eduardo Magana    | 26     |
| 10   | Wietse van Alten  | 23     |

| Rang | Nom                    | Points |
| ---- | ---------------------- | ------ |
| 1    | Qian Jialing           | 62     |
| 2    | Yun Ok Hee             | 40     |
| 3    | Lee Tuk Young          | 36     |
| 4    | Elena Tonetta          | 33     |
| 4    | Zhang Juanjuan         | 33     |
| 6    | Alison Williamson      | 26     |
| 7    | Margarita Galinovskaya | 25     |
| 8    | Justyna Mospinek       | 24     |
| 9    | Zekiye Keskin Satir    | 23     |
| 10   | Yun Mi-jin             | 21     |

| Rang | Nom                | Points |
| ---- | ------------------ | ------ |
| 1    | Reo Wilde          | 57     |
| 2    | Jorge Jimenez      | 54     |
| 3    | Dave Cousins       | 45     |
| 4    | Peter Elzinga      | 41     |
| 4    | Dominique Genet    | 41     |
| 6    | Patrizio Hofer     | 39     |
| 7    | Roberval Do Santos | 38     |
| 8    | Emiel Custers      | 36     |
| 9    | Ruben Ochoa        | 32     |
| 10   | Vitor Sidi Neto    | 29     |

| Rang | Nom              | Points |
| ---- | ---------------- | ------ |
| 1    | Sofia Goncharova | 75     |
| 2    | Anna Kazantseva  | 64     |
| 3    | Jamie Van Natta  | 57     |
| 4    | Jahna Davis      | 46     |
| 5    | Almendra Ochoa   | 37     |
| 6    | Nichola Simpson  | 33     |
| 7    | Christie Colin   | 32     |
| 8    | Jhano Hansdah    | 30     |
| 8    | Arminda Bastos   | 29     |
| 10   | Linda Ochoa      | 27     |

### Classique masculin
|  | Demi-finales                     | Demi-finales                     |                        |     | Finale                           | Finale                           |
|  | Demi-finales                     | Demi-finales                     |                        |     | Finale                           | Finale                           |
|  |                                  |                                  |                        |     |                                  |                                  |
|  | 22 octobre, pyramides de Mayapan | 22 octobre, pyramides de Mayapan |                        |     | 22 octobre, pyramides de Mayapan | 22 octobre, pyramides de Mayapan |
|  | 22 octobre, pyramides de Mayapan | 22 octobre, pyramides de Mayapan |                        |     | 22 octobre, pyramides de Mayapan | 22 octobre, pyramides de Mayapan |
|  | Ilario Di Buò                    | 110                              |                        |     | 22 octobre, pyramides de Mayapan | 22 octobre, pyramides de Mayapan |
|  | Ilario Di Buò                    | 110                              |                        |     | 22 octobre, pyramides de Mayapan | 22 octobre, pyramides de Mayapan |
|  | Jayanta Talukdar                 | 109                              |                        |     | 22 octobre, pyramides de Mayapan | 22 octobre, pyramides de Mayapan |
|  | Jayanta Talukdar                 | 109                              | Ilario Di Buò          | 105 |                                  |                                  |
|  | 22 octobre, pyramides de Mayapan |                                  | Ilario Di Buò          | 105 |                                  |                                  |
|  |                                  | Park Kyung-mo                    | 112                    |     |                                  |                                  |
|  | Park Kyung-mo                    | Park Kyung-mo                    | 112                    | 109 |                                  |                                  |
|  | Park Kyung-mo                    |                                  |                        | 109 |                                  |                                  |
|  | Magnus Petersson                 | 104                              |                        |     |                                  |                                  |
|  | Magnus Petersson                 | 104                              | Match pour la 3e place |     |                                  |                                  |
|  |                                  |                                  |                        |     |                                  |                                  |
|  | 22 octobre, pyramides de Mayapan |                                  |                        |     |                                  |                                  |
|  |                                  |                                  |                        |     |                                  |                                  |
|  | Jayanta Talukdar                 | 107                              |                        |     |                                  |                                  |
|  | Jayanta Talukdar                 | 107                              |                        |     |                                  |                                  |
|  | Magnus Petersson                 | 111                              |                        |     |                                  |                                  |
|  | Magnus Petersson                 | 111                              |                        |     |                                  |                                  |

### Classique féminin
|  | Demi-finales                     | Demi-finales                     |                        |     | Finale                           | Finale                           |
|  | Demi-finales                     | Demi-finales                     |                        |     | Finale                           | Finale                           |
|  |                                  |                                  |                        |     |                                  |                                  |
|  | 22 octobre, pyramides de Mayapan | 22 octobre, pyramides de Mayapan |                        |     | 22 octobre, pyramides de Mayapan | 22 octobre, pyramides de Mayapan |
|  | 22 octobre, pyramides de Mayapan | 22 octobre, pyramides de Mayapan |                        |     | 22 octobre, pyramides de Mayapan | 22 octobre, pyramides de Mayapan |
|  | Alison Williamson                | 105                              |                        |     | 22 octobre, pyramides de Mayapan | 22 octobre, pyramides de Mayapan |
|  | Alison Williamson                | 105                              |                        |     | 22 octobre, pyramides de Mayapan | 22 octobre, pyramides de Mayapan |
|  | Zhang Juanjuan                   | 106                              |                        |     | 22 octobre, pyramides de Mayapan | 22 octobre, pyramides de Mayapan |
|  | Zhang Juanjuan                   | 106                              | Zhang Juanjuan         | 107 |                                  |                                  |
|  | 22 octobre, pyramides de Mayapan |                                  | Zhang Juanjuan         | 107 |                                  |                                  |
|  |                                  | Qian Jialing                     | 103                    |     |                                  |                                  |
|  | Elena Tonetta                    | Qian Jialing                     | 103                    | 105 |                                  |                                  |
|  | Elena Tonetta                    |                                  |                        | 105 |                                  |                                  |
|  | Qian Jialing                     | 109                              |                        |     |                                  |                                  |
|  | Qian Jialing                     | 109                              | Match pour la 3e place |     |                                  |                                  |
|  |                                  |                                  |                        |     |                                  |                                  |
|  | 22 octobre, pyramides de Mayapan |                                  |                        |     |                                  |                                  |
|  |                                  |                                  |                        |     |                                  |                                  |
|  | Alison Williamson                | 104 (T8)                         |                        |     |                                  |                                  |
|  | Alison Williamson                | 104 (T8)                         |                        |     |                                  |                                  |
|  | Elena Tonetta                    | 104 (T9)                         |                        |     |                                  |                                  |
|  | Elena Tonetta                    | 104 (T9)                         |                        |     |                                  |                                  |

### Poulies masculin
|  | Demi-finales                     | Demi-finales                     |                        |     | Finale                           | Finale                           |
|  | Demi-finales                     | Demi-finales                     |                        |     | Finale                           | Finale                           |
|  |                                  |                                  |                        |     |                                  |                                  |
|  | 22 octobre, pyramides de Mayapan | 22 octobre, pyramides de Mayapan |                        |     | 22 octobre, pyramides de Mayapan | 22 octobre, pyramides de Mayapan |
|  | 22 octobre, pyramides de Mayapan | 22 octobre, pyramides de Mayapan |                        |     | 22 octobre, pyramides de Mayapan | 22 octobre, pyramides de Mayapan |
|  | Jorge Jimenez                    | 115                              |                        |     | 22 octobre, pyramides de Mayapan | 22 octobre, pyramides de Mayapan |
|  | Jorge Jimenez                    | 115                              |                        |     | 22 octobre, pyramides de Mayapan | 22 octobre, pyramides de Mayapan |
|  | Reo Wilde                        | 118                              |                        |     | 22 octobre, pyramides de Mayapan | 22 octobre, pyramides de Mayapan |
|  | Reo Wilde                        | 118                              | Reo Wilde              | 120 |                                  |                                  |
|  | 22 octobre, pyramides de Mayapan |                                  | Reo Wilde              | 120 |                                  |                                  |
|  |                                  | Peter Elzinga                    | 115                    |     |                                  |                                  |
|  | Dave Cousins                     | Peter Elzinga                    | 115                    | 110 |                                  |                                  |
|  | Dave Cousins                     |                                  |                        | 110 |                                  |                                  |
|  | Peter Elzinga                    | 113                              |                        |     |                                  |                                  |
|  | Peter Elzinga                    | 113                              | Match pour la 3e place |     |                                  |                                  |
|  |                                  |                                  |                        |     |                                  |                                  |
|  | 22 octobre, pyramides de Mayapan |                                  |                        |     |                                  |                                  |
|  |                                  |                                  |                        |     |                                  |                                  |
|  | Jorge Jimenez                    | 118                              |                        |     |                                  |                                  |
|  | Jorge Jimenez                    | 118                              |                        |     |                                  |                                  |
|  | Dave Cousins                     | 113                              |                        |     |                                  |                                  |
|  | Dave Cousins                     | 113                              |                        |     |                                  |                                  |

### Poulies féminin
|  | Demi-finales                     | Demi-finales                     |                        |     | Finale                           | Finale                           |
|  | Demi-finales                     | Demi-finales                     |                        |     | Finale                           | Finale                           |
|  |                                  |                                  |                        |     |                                  |                                  |
|  | 22 octobre, pyramides de Mayapan | 22 octobre, pyramides de Mayapan |                        |     | 22 octobre, pyramides de Mayapan | 22 octobre, pyramides de Mayapan |
|  | 22 octobre, pyramides de Mayapan | 22 octobre, pyramides de Mayapan |                        |     | 22 octobre, pyramides de Mayapan | 22 octobre, pyramides de Mayapan |
|  | Anna Kazantseva                  | 113                              |                        |     | 22 octobre, pyramides de Mayapan | 22 octobre, pyramides de Mayapan |
|  | Anna Kazantseva                  | 113                              |                        |     | 22 octobre, pyramides de Mayapan | 22 octobre, pyramides de Mayapan |
|  | Jahna Davis                      | 109                              |                        |     | 22 octobre, pyramides de Mayapan | 22 octobre, pyramides de Mayapan |
|  | Jahna Davis                      | 109                              | Anna Kazantseva        | 106 |                                  |                                  |
|  | 22 octobre, pyramides de Mayapan |                                  | Anna Kazantseva        | 106 |                                  |                                  |
|  |                                  | Sofia Goncharova                 | 112                    |     |                                  |                                  |
|  | Jamie Van Natta                  | Sofia Goncharova                 | 112                    | 100 |                                  |                                  |
|  | Jamie Van Natta                  |                                  |                        | 100 |                                  |                                  |
|  | Sofia Goncharova                 | 111                              |                        |     |                                  |                                  |
|  | Sofia Goncharova                 | 111                              | Match pour la 3e place |     |                                  |                                  |
|  |                                  |                                  |                        |     |                                  |                                  |
|  | 22 octobre, pyramides de Mayapan |                                  |                        |     |                                  |                                  |
|  |                                  |                                  |                        |     |                                  |                                  |
|  | Jahna Davis                      | 110                              |                        |     |                                  |                                  |
|  | Jahna Davis                      | 110                              |                        |     |                                  |                                  |
|  | Jamie Van Natta                  | 109                              |                        |     |                                  |                                  |
|  | Jamie Van Natta                  | 109                              |                        |     |                                  |                                  |

### Résultats
| Arc classique |                        |                       |                        |
| Hommes        | Park Kyung-mo (KOR)    | Ilario Di Buò (ITA)   | Magnus Petersson (SWE) |
| Femmes        | Zhang Juanjuan (CHN)   | Qian Jialing (CHN)    | Elena Tonetta (ITA)    |
| Arc à poulies |                        |                       |                        |
| Hommes        | Reo Wilde (USA)        | Peter Elzinga (NED)   | Jorge Jimenez (ESA)    |
| Femmes        | Sofia Goncharova (RUS) | Anna Kazantseva (RUS) | Jahna Davis (USA)      |

## Classements des nations
| Rang | Pays         | Points |
| ---- | ------------ | ------ |
| 1    | États-Unis   | 305    |
| 2    | Italie       | 240    |
| 3    | Corée du Sud | 237    |
| 4    | Russie       | 210    |
| 5    | Chine        | 208    |